# Thamnochortus acuminatus
Thamnochortus acuminatus är en gräsväxtart som beskrevs av Neville Stuart Pillans. Thamnochortus acuminatus ingår i släktet Thamnochortus och familjen Restionaceae. Inga underarter finns listade i Catalogue of Life.